# Лунно-планетный институт
Лунно-планетный институт (англ. Lunar and Planetary Institute, LPI) — основанный в 1968 году в Хьюстоне, Техас, США, научно-исследовательский институт, изучающий образование, эволюцию и текущее состояние Солнечной системы. Является частью Ассоциации космических исследований университетов (USRA) и поддерживается Управлением научных миссий НАСА.
Институт формирует и содержит обширную коллекцию лунных и планетарных данных, выполняет образовательные и информационные программы, оказывает услуги по координации встреч и публикаций, спонсирует и организует ряд ежегодных семинаров и конференций, в том числе Лунно-планетную научную конференцию (LPSC).

## История

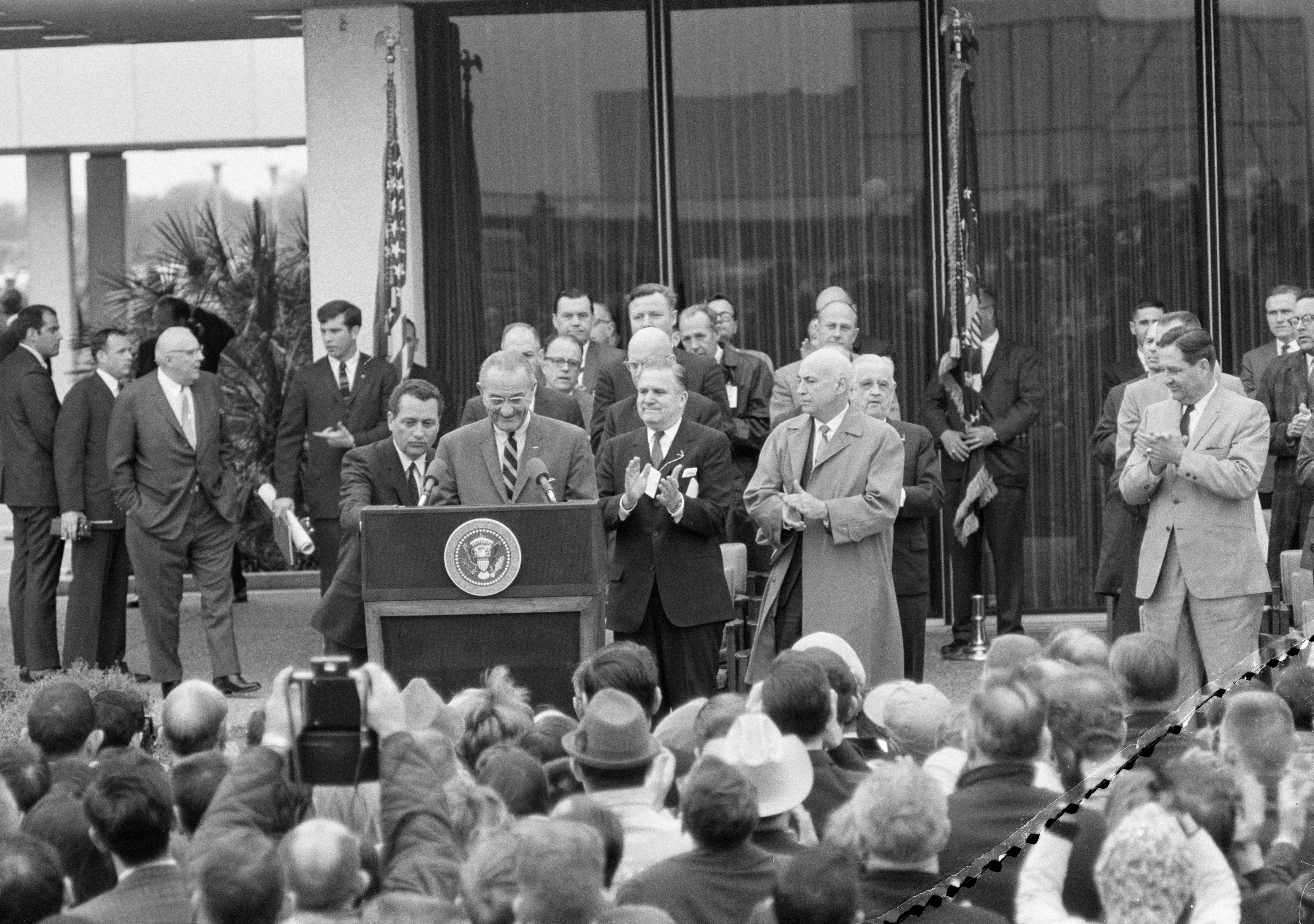
Линдон Джонсон в Центре пилотируемых космических аппаратов в 1968 году

1 марта 1968 года президент США Линдон Джонсон в Центре пилотируемых космических аппаратов в Хьюстоне объявил о создании Института лунных исследований (LSI). Первоначально управляемая Национальной академией наук, Ассоциация космических исследований университетов приняла на себя руководство Институтом лунных исследований 11 декабря 1969 года.
Официально Институт лунных исследований был открыт 4 января 1970 года в бывшем Западном особняке НАСА рядом с Центром пилотируемых космических аппаратов. В 1977 году сфера деятельности Института лунных исследований была расширена до изучения всей Солнечной системы, в связи с чем название было изменено на Лунно-планетный институт.
В 1991 году институт переехал в новое здание.